# Partido Revolucionario Social Demócrata
El Partido Revolucionario Social Demócrata es un partido político de la República Dominicana, orientado a la socialdemocracia.

## Historia
El Partido Revolucionario Social Demócrata (PRSD) nace hacia marzo del año 2005. Fue fundado por Hatuey De Camps Jiménez, tras su renuncia del Partido Revolucionario Dominicano (PRD), del cual fue militante por muchos años. 
Dicha renuncia se debió a la negativa del Licenciado De Camps a aceptar las posturas reeleccionistas de la cúpula del PRD, cuando el entonces presidente Hipólito Mejía (2000-2004) se postulaba para un nuevo período presidencial. La reelección nunca fue aprobada por el liderazgo histórico del PRD, incluyendo a su más notable líder, el Dr. José Francisco Peña Gómez.
Al salir del PRD y fundar el PRSD, el Licenciado De Camps se llevó consigo a algunos de los militantes históricos del Partido Revolucionario Dominicano, persiguiendo el ideal de la socialdemocracia, pero manteniéndose opuesto a la reelección presidencial.
El Partido Revolucionario Social Demócrata participó en las Elecciones Presidenciales, Congresuales y Municipales del domingo 15 de mayo de 2016 llevando a su líder el Lic. Hatuey de Camps como candidato presidencial. El PRSC obtuvo un total de 8, 264 votos válidos en el nivel presidencial para el 0.18%
El 26 de agosto de 2016, luego de una larga batalla contra el cáncer, el líder del PRSD fallece a la edad de los 69 años.